# Murat Swyumağambetov
Murat Swyumağambetov (in kazako Мұрат Суюмағамбетов?, in russo Мурат Алиевич Суюмагамбетов?, Murat Alievič Sujumagambetov; Aqtau, 14 ottobre 1983) è un ex calciatore kazako, di ruolo attaccante.